# Гропянов, Евгений Валерианович
Евгений Валерианович Гропянов (24 октября 1942, Авдотьинка, Шиловский район, Рязанская область — 5 декабря 2010, Петропавловск-Камчатский, Камчатский край) — советский книжный редактор, писатель, историк, член Союза писателей СССР и Союза писателей России (1980).

## Биография
Родился 24 октября 1942 года в Авдотьинке, Рязанская область. На Камчатке проживал с 1951 года.
В 1966 году окончил Камчатский государственный педагогический институт. В 1966—1968 годах работал в газете «Камчатский автомобилист». В 1968—1995 годах — редактор Камчатского отделения Дальневосточного книжного издательства.
С 1995 года работал в издательских центрах «Камчатская книга», «Камчатский печатный двор», являлся директором издательства «Новая книга». С 2001 года — председатель Камчатской писательской организации Союза писателей России.
Умер 5 декабря 2010 года в Петропавловске-Камчатском.

## Литературная деятельность
Начал публиковаться в периодической печати Камчатки с 1963 года. Основная тема творчества — история Камчатки XVII—XVIII веков. Автор книг «Атаман» (1973, 1997), «За переливы» (1978), «В Камчатку» (1982, 1990), «Ступай и исполни» (2002), «Писатели Камчатки» (2005); составитель (совместно с А. Г. Гропяновой) хрестоматии «Литература родного края» (1999). Произведения Гропянова публиковались в журнале «Дальний Восток», литературно-художественном сборнике «Камчатка» и многих других.
Внёс значительный вклад в развитие литературно-краеведческой науки о Камчатке. С 1977 по 1995 год подготовил к изданию около 20-ти литературно-художественных сборников «Камчатка», серию историко-краеведческого альманаха «Норд-Ост», пять выпусков документально-исторического журнала «Неизвестная Камчатка» и другие. С 1993 года возглавлял школу молодых литературных дарований в писательской «Светёлке».

## Награды и звания
- действительный член Русского географического общества (1989)
- лауреат премии им. С. П. Крашенникова (2000)
- лауреат Камчатской областной государственной премии в области литературы
- лауреат учительской премии им. П. Т. Новограбленова
- Заслуженный работник культуры Российской Федерации (1998)